# SKD Promotion
株式会社SKDPromotion（エスケーディープロモーション、英名：SKDPromotion , Inc.）は、インフルエンサー・マーケティング事業を展開する会社で、東京都渋谷区東に本社を置く。

## 概要
2018年3月設立。 Instagramで多くのフォロワーを抱えるインスタグラマーやYouTuberなどのインフルエンサー向けの広告事業の運営を開始。 また、インフルエンサーのプロダクションとしての機能も併せ持っており、YouTubeやTikTokなどの各メディア分野での取り組みや、インフルエンサーがプロデュースを行うアパレルブランドの運営なども行っている。

## 役員構成
- 代表取締役社長　高坂　龍太朗

## サービス一覧
- 広告事業

主に、インフルエンサーのSNSを掲載面として、アフィリエイト広告や純広告の広告代理業、インフルエンサーへのアドバイス、マネジメントを行う。
- メディア事業

インフルエンサーが出演するYouTubeチャンネル、リアタイチャンネルの運営。 インフルエンサーが出演するTikTokチャンネル、リアタイの運営。
- アパレル事業

インフルエンサーchisatoがプロデューサーをプロデューサーを務める、「Troissanglier」の運営。 インフルエンサーakiがプロデューサーをプロデューサーを務める、「lamoment」の運営。 インフルエンサーanna&rina&minaの三姉妹がプロデューサーを務める、韓国系アパレルブランド「charmy beny」の運営。